# Domenico Barone
Domenico Barone (Napoli, 29 gennaio 1879 – Roma, 4 gennaio 1929) è stato un magistrato italiano.
Il suo nome è ricordato per il ruolo di negoziatore per la parte italiana, negli anni 1926-1928, dei Patti Lateranensi.

## Biografia

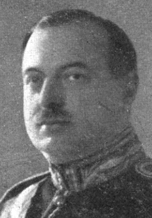
Il ministro Alfredo Rocco

Nato a Napoli nel 1879, Domenico Barone iniziò la sua carriera di magistrato vincendo nel 1902 un concorso per uditore giudiziario, quattro anni dopo divenne pretore. Nominato referendario nel 1913 presso il Consiglio di Stato, fu poi promosso consigliere nel 1919. Sposato con Tecla Delpino (figlia del botanico professor Federico Delpino), ebbe tre figlie: Anna, Itala e Silvia.
Nel 1926 ricevette da Alfredo Rocco, ministro di grazia e giustizia, l'incarico ufficioso di condurre trattative riservate sulla possibilità di giungere a un accordo che ponesse fine alla questione romana, con l'avvocato concistoriale Francesco Pacelli (fratello maggiore di Eugenio, futuro papa Pio XII), designato dal cardinale Pietro Gasparri, Segretario di Stato Vaticano di papa Pio XI.
Il primo incontro tra Barone e Pacelli avvenne il 6 agosto dello stesso anno.
Le riunioni si tennero, alternativamente, nelle abitazioni private dei due delegati, qualcuna avvenne nell'ufficio di Barone a Palazzo Spada, sede del Consiglio di Stato.

Il 4 ottobre del 1926, il capo del governo Benito Mussolini confermò per iscritto a Barone l'incarico, sempre in forma "strettamente confidenziale", con una lettera.
Il 31 dicembre 1926 il capo del Governo, Mussolini, indirizzò al cardinale Pietro Gasparri una lettera mediante la quale si accreditava il consigliere Barone "in ordine alla possibilità di addivenire a una definitiva e irrevocabile sistemazione dei rapporti fra il Regno d'Italia e la Santa Sede". Nel corso delle trattative il consigliere di Stato tenne costantemente informato il capo del governo con periodiche relazioni.

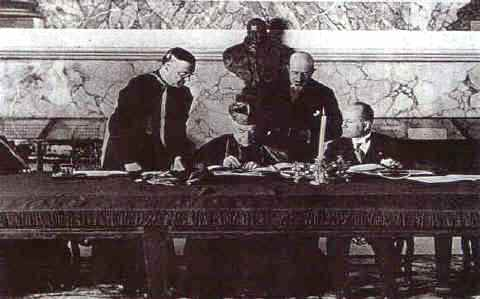
Il cardinale Gasparri e Benito Mussolini firmano i Patti Lateranensi (11 febbraio 1929)

Le trattative furono a volte sospese, in attesa di trovare un accordo, quando si manifestarono divergenze su questioni rilevanti per una o ambedue le parti. Il principale ostacolo fu quello riguardante la formazione dei giovani e le rispettive organizzazioni a ciò designate: l'Opera nazionale balilla (ONB) in campo fascista in competizione con l'Associazione scouts cattolici italiani (ASCI) e il settore giovanile dell'Azione Cattolica.
Altre questioni di rilievo furono quelle sugli effetti civili del matrimonio celebrato con rito cattolico e l'entità delle riparazioni (Convenzione finanziaria) che dovevano sostituire la dotazione annua prevista dalla legge delle Guarentigie.
La morte prematura a soli quarantanove anni di Barone, nei primi giorni del 1929, impedì all'alto magistrato di vedere la conclusione del suo rilevante impegno. Le trattative, ormai in fase finale, furono condotte personalmente da Benito Mussolini, assistito dal ministro Rocco. I Patti (Concordato e Trattato, più acuni allegati) furono firmati dal cardinale Gasparri e lo stesso Mussolini l'11 febbraio 1929 nella Sala dei Papi nel palazzo del Laterano, a poco più di un mese dalla sua scomparsa.
Il comune di Roma nel 1959 ha intitolato al suo nome una via del quartiere Aurelio.